# DCMニコット
DCMニコット株式会社（ディーシーエムニコット、英: DCM Nicot Co., Ltd.）は、北海道札幌市厚別区に本社を置くDCMホールディングス傘下の企業。「ホームコンビニ」（小型ホームセンター）の「DCMニコット」を、北海道・東北地方（福島県は未出店）・茨城県で展開している。

## 概要
小規模な商圏の地区に対応し、アイテム数を絞ったホームセンター機能に加え、食品や衣料を強化した「ホームコンビニ」を展開している。なお「ホームコンビニ」はDCM株式会社（登録当時はホーマック株式会社）の登録商標（登録番号5592009、2013年6月21日登録）である。営業エリアは北海道・東北・茨城県となっており、旧ホーマック（DCMホーマック）の展開地域と重なっている。
1949年（昭和24年）創業のホームセンターチェーンで、旧社名・店名は「ツルヤ」。1980年（昭和55年）、もともと金物屋として営業していた店舗をセルフサービス式の店舗に転換し、ホームセンター業態へ進出。しかし北海道では同業のホーマック（のちのDCMホーマック）が店舗網の拡大を進めていたこともあり、当社は競合を避けることもあって小商圏への出店を拡大するようになった。
2003年（平成15年）1月14日、ホーマックと資本業務提携を締結することを発表、ホーマックは当社の株式の約34%を取得した。これにより当社はホーマックの商品調達力を活用し出店を加速させること、ホーマックは小商圏の店舗運営のノウハウを取り入れることを目指すこととなった。さらに2006年（平成18年）3月31日にはホーマックが当社の株式を追加取得して子会社化（同年8月31日現在では53.2%の株式を保有）、2011年（平成23年）1月にはホーマックの完全子会社となった。
2013年（平成25年）9月1日に社名を「ホーマックニコット」に改称、店舗名も同じく改称した。2021年に親会社のDCMホーマックがDCM株式会社へ統合され、2022年に統合他社とともに店舗名を「DCM」に統一することとしたのに対し、当社については社名・店舗名を「DCMニコット」へ改称することとなった。

## 沿革
- 1949年（昭和24年） - つるや金物店として函館に創業[8]。
- 1955年（昭和30年） - 「有限会社つるや金物店」を設立[8]。
- 1980年（昭和55年） - ホームセンター1号店を出店[8]。
- 1983年（昭和58年） - 株式会社に組織変更し、「株式会社ツルヤ」に商号変更[8]。
- 1999年（平成11年） - 本州・青森県初進出、「大間店」を開店[8]。
- 2003年（平成15年）1月14日 - ホーマック株式会社（のちのDCMホーマック株式会社、現・DCM株式会社）と業務・資本提携を結ぶことを発表[5]。
- 2006年（平成18年）
  - 3月31日 - ホーマックが当社の株式を追加取得し、同社の子会社となる[6]。
  - 新業態であるホームコンビニの1号店として、「大樹店」を開店[8]。
- 2011年（平成23年）1月 - ホーマックの完全子会社となる[7]。
- 2013年（平成25年）
  - 9月1日 -「株式会社ホーマック ニコット」に商号変更[8]。
  - 9月13日 - 岩手県初進出、「ホーマック ニコット岩泉店」を開店。
- 2016年（平成25年）12月9日 - 関東・茨城県初進出、「藤代店」を開店。
- 2018年（平成30年）10月26日  -  100号店である華川店（北茨城市）を開店。
- 2021年（令和3年）3月1日 - 「DCMニコット株式会社」に商号変更。この時点では店舗名は「ホーマックニコット」のままとされた。
- 2022年（令和4年）8月11日 - 店舗名を「DCMニコット」とした1号店・浄法寺店（岩手県二戸市）を開店。併せて、今後は「ホーマックニコット」の店名も「DCMニコット」に変更する方針であることも示された。[9]
- 2023年（令和5年）3月1日 - 同日付けで、全店舗の店名を「DCMニコット」に改称。看板等が「ホーマックニコット」のままとなっている店舗は、2年程度をかけて順次更新する。[10]
- 2024年（令和6年）
  - 1月15日 - 資本金の額を4億8059万9205円減額する予定であることを発表[11]。
  - 3月1日 - DCM株式会社の連結子会社から、DCMホールディングスの連結子会社に変更[12]。

## 店舗
2022年2月期時点では109店舗（北海道68店舗、東北35店舗、関東6店舗）存在している。
一部の店舗では一般用医薬品も取り扱う。

### 店舗例（DCMニコット）

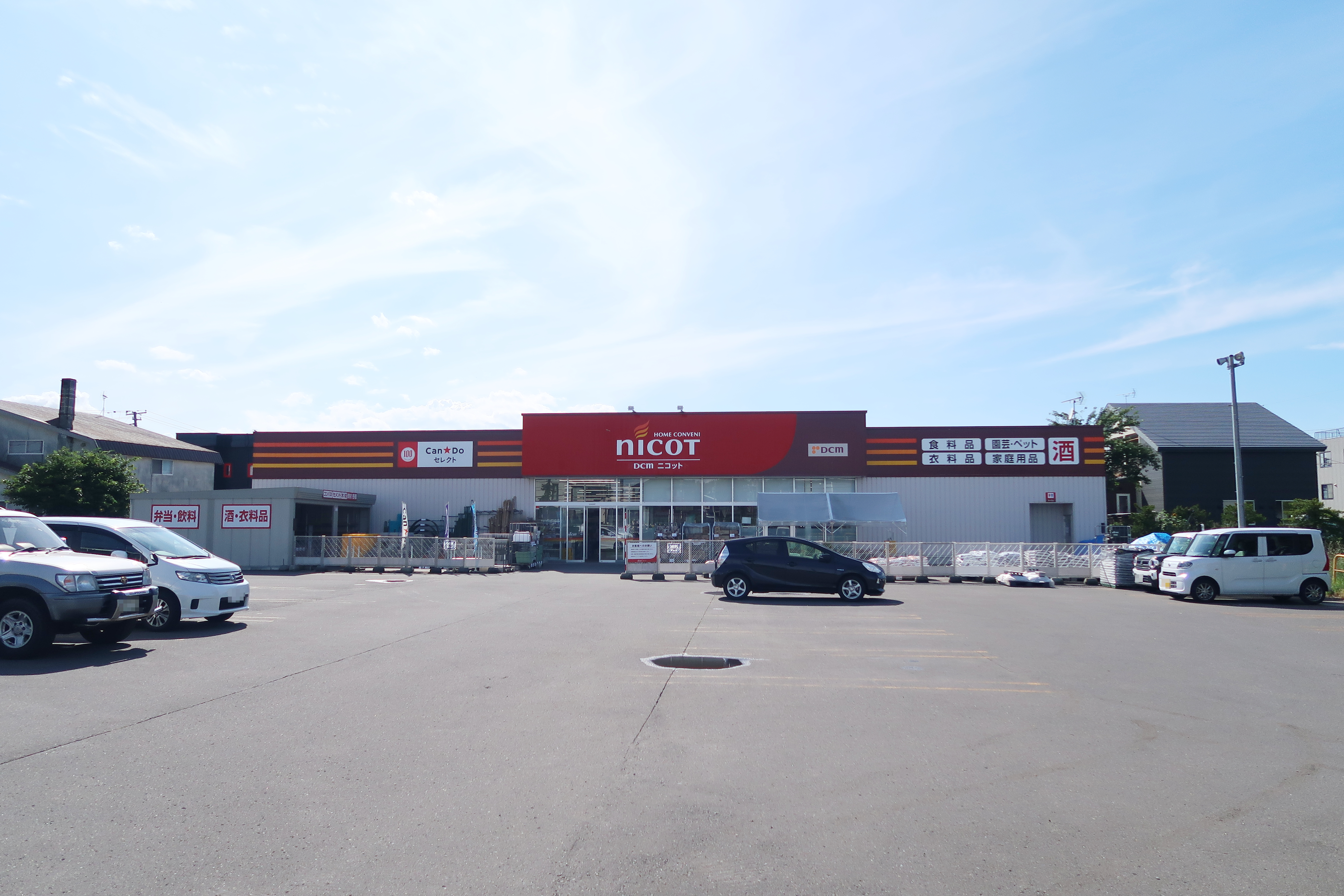
太美店（北海道石狩郡当別町）

### 店舗例（ホーマックニコット）

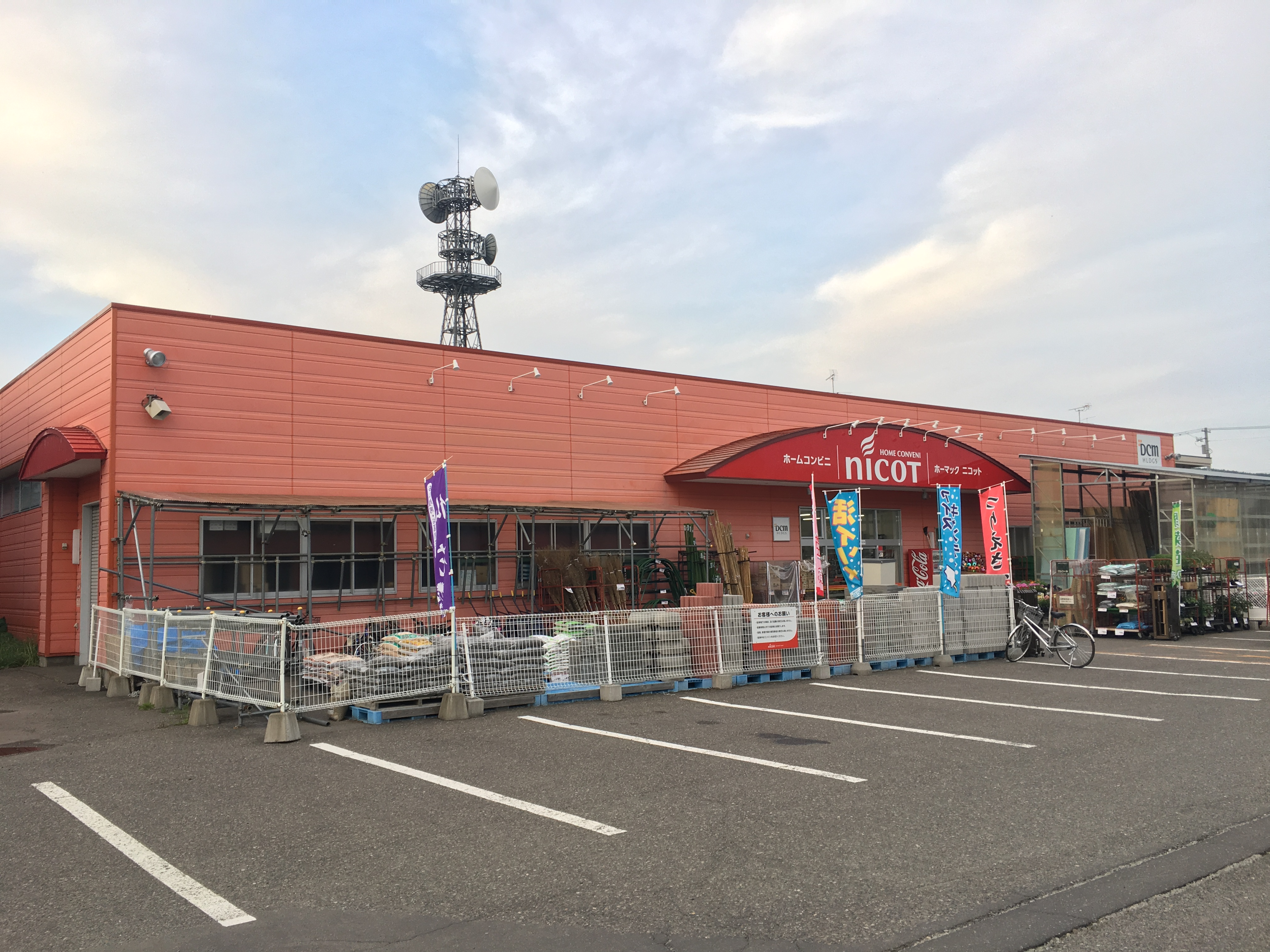
遠軽店（北海道紋別郡遠軽町）
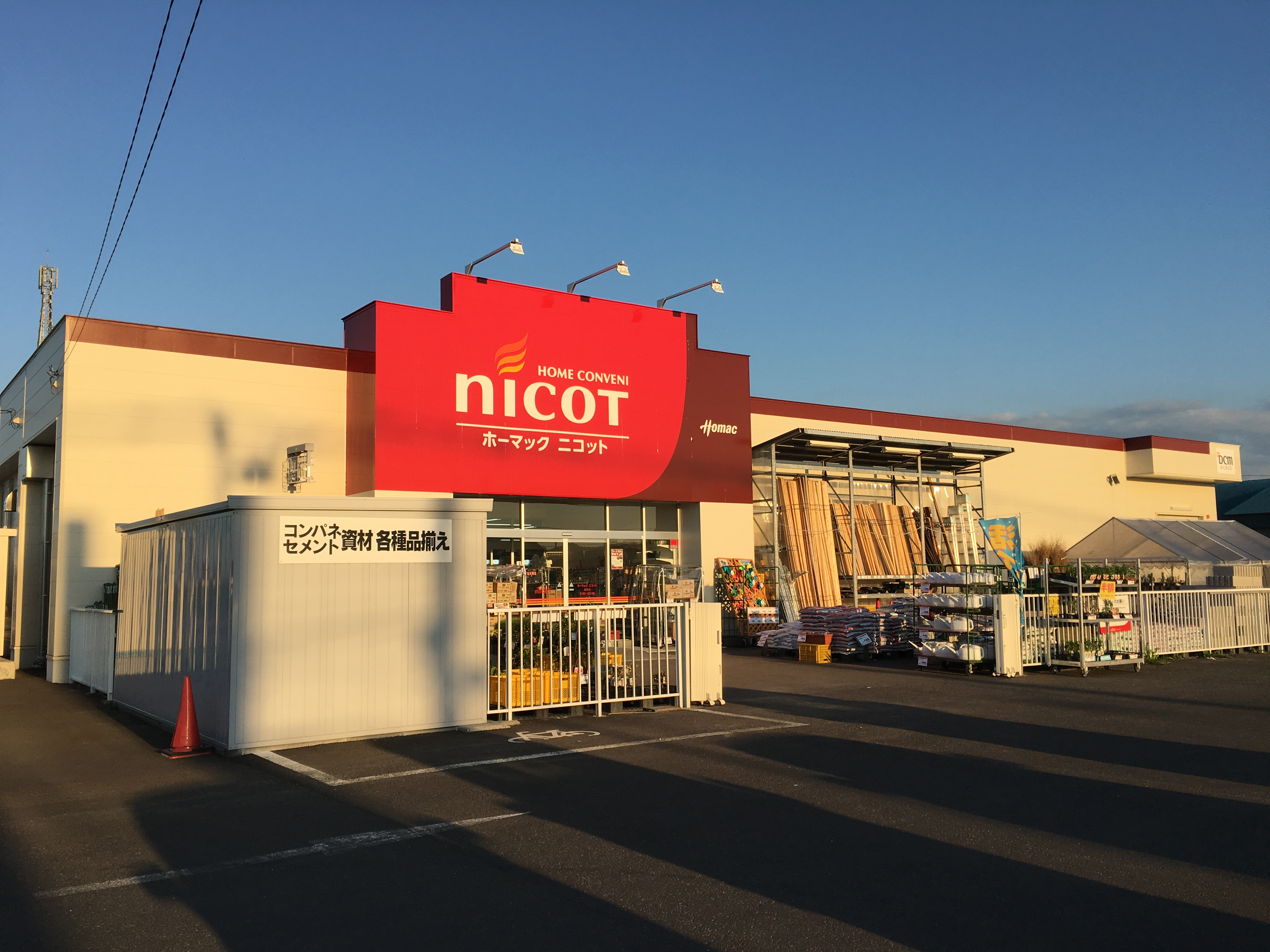
湧別店（北海道紋別郡湧別町）
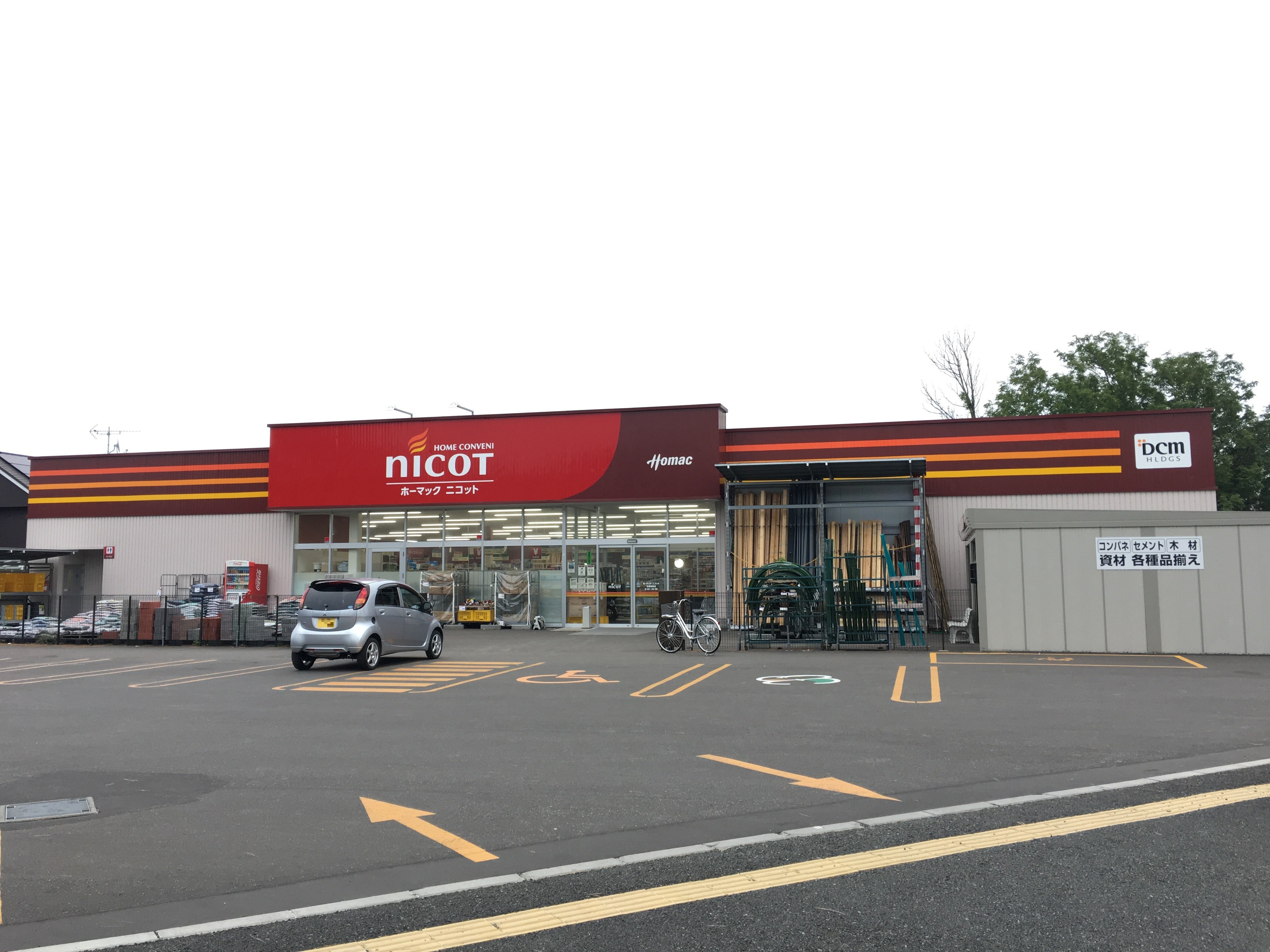
北見枝幸店（北海道枝幸郡枝幸町）
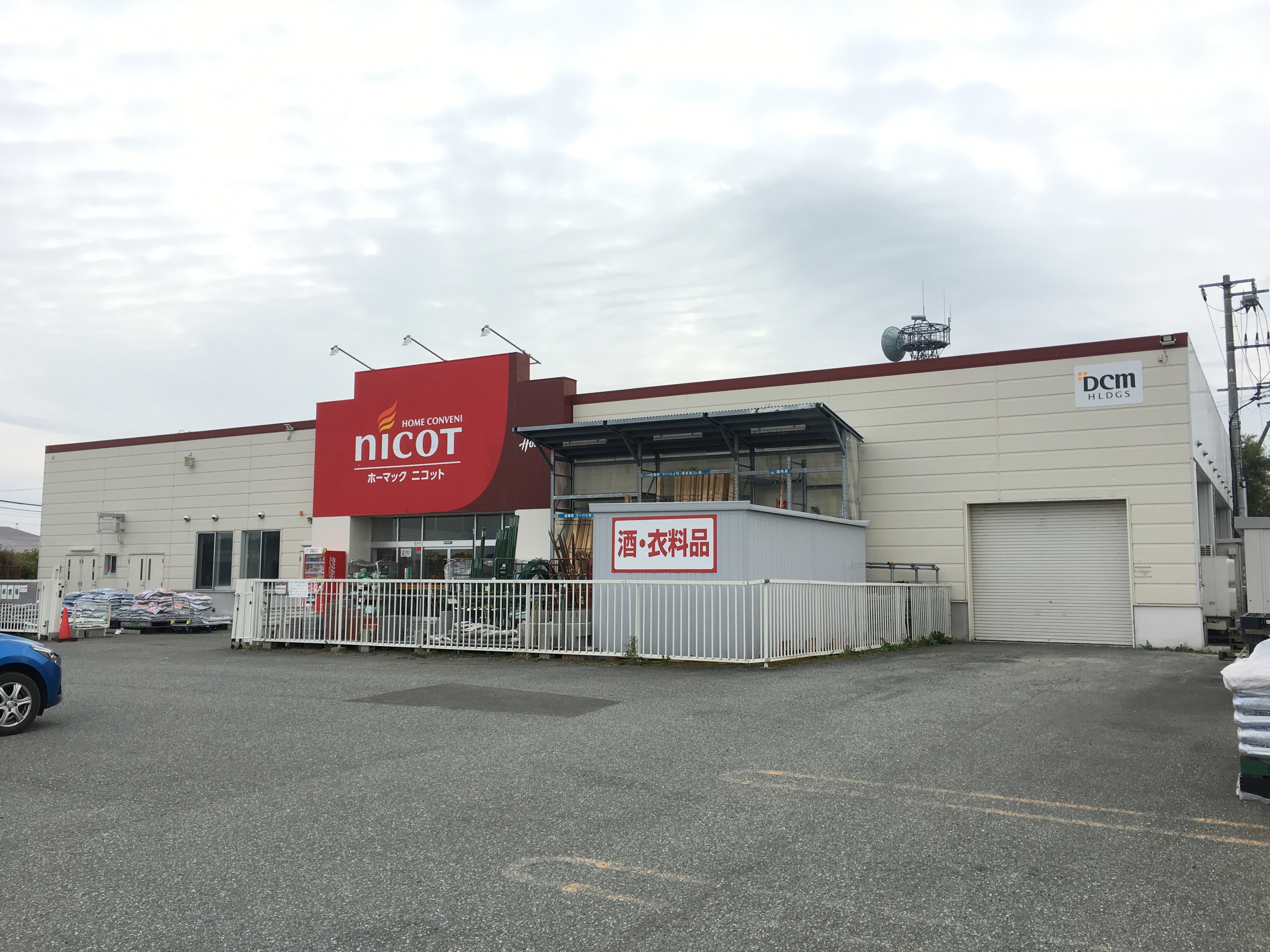
浜頓別店（北海道枝幸郡浜頓別町）

### 店舗例（ツルヤ）

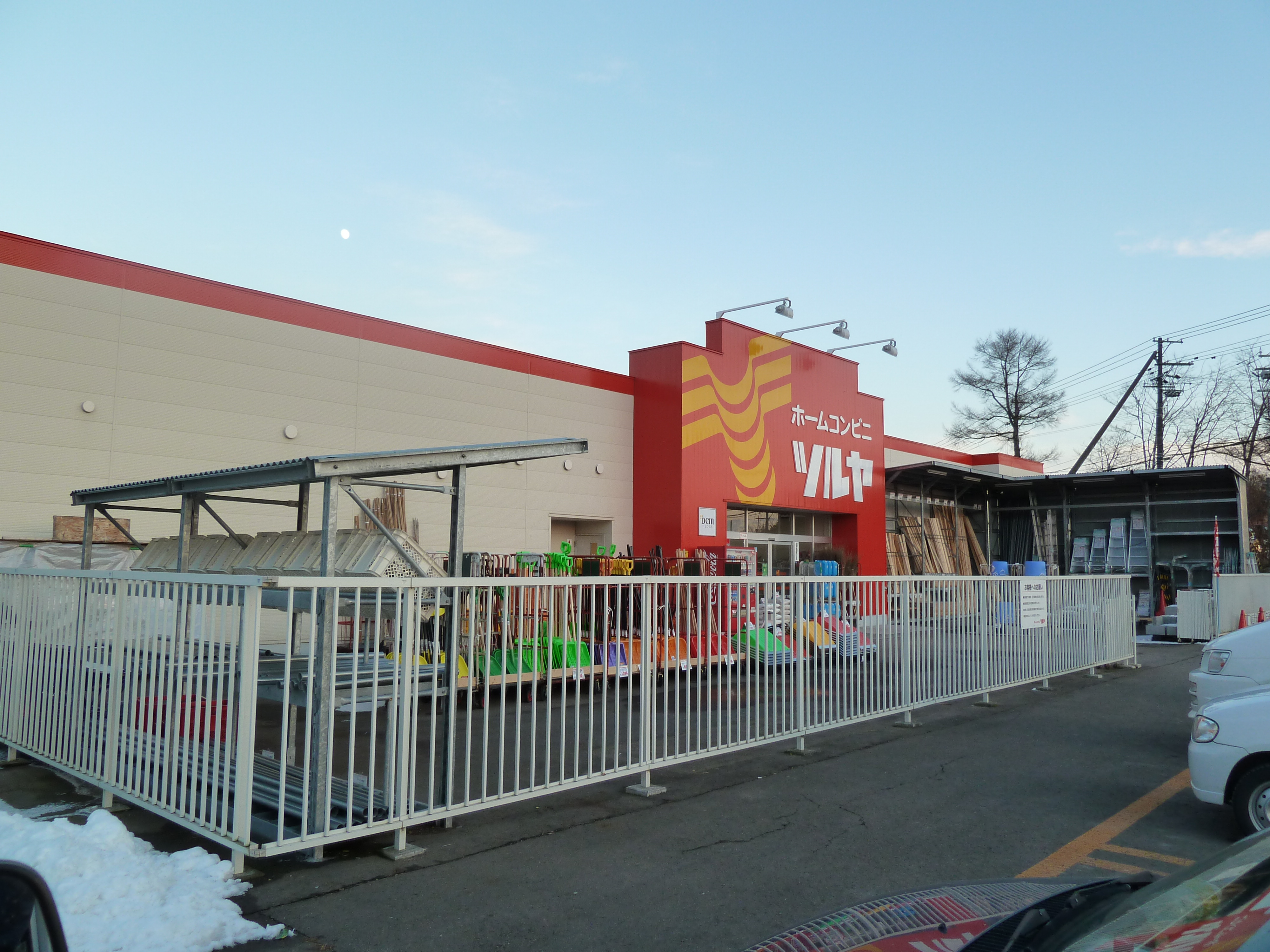
弟子屈店（北海道川上郡弟子屈町）

### 閉店した店舗
北海道
- 森店（森町）- 2004年8月頃までに閉店[14][15]。
- 桔梗店（函館市）- 2006年4月16日閉店[16]。
- 赤川店（函館市）- 2007年9月30日閉店[17]。
- 湯川店（函館市）- 2009年8月16日閉店[18]。
- 万代店（函館市）- 2010年8月15日閉店[19]。
- （旧）北桧山店（せたな町）- 新店舗移転のため2011年2月27日閉店[19]。
- 久根別店（北斗市）- 2012年8月19日閉店[20]。
- （旧）七飯店（七飯町）- 新店舗移転のため2012年9月23日閉店[20]。
- 鵡川店（むかわ町）- 新店舗移転のため2013年6月16日閉店[21]。合併後の町名に合わせて新店舗はむかわ店となっている。
- （旧）白老店（白老町）- 新店舗移転のため2014年11月30日閉店[22]。
- （旧）夕張店（夕張市）- 新店舗移転のため2015年7月12日閉店[23]。
- （旧）北見枝幸店（枝幸町）- 新店舗移転のため2016年7月31日閉店[24]。
- のぞみ店（苫小牧市）- 2017年1月29日閉店[25]。
- （旧）利尻店（利尻富士町）- 新店舗開店のため2018年5月閉店[26]。
- 木古内店（木古内町）- 2021年8月31日閉店[27]。町内にはDCMと提携する以前から存在しているイエローグローブ木古内店が2022年4月現在も営業している。
- （旧）羅臼店（羅臼町） - 新店舗開店のため2022年12月31日閉店[28]。2023年1月24日に移転開業し[29]、その際に屋号がホーマックニコットからDCMニコットに変更された[30]。
- （旧）豊富店（豊富町） - 新店舗開店のため2023年3月31日閉店[31]。同年4月13日に移転開業[32]。

岩手県
- 久慈山形店（久慈市） - 2023年5月28日閉店[33]。

茨城県
- 藤代店（取手市） - 2023年12月31日閉店[34]。
- 磯原店（北茨城市） - 2024年9月29日閉店[35]。

## 関連会社
- DCMホールディングス（親会社）
  - DCM株式会社（元の親会社）
  - DCMホーマック株式会社（さらに以前の親会社。2021年3月1日にDCM株式会社へ吸収合併）
- ロジスティード北日本株式会社